# Friedrich Ebert (figlio)
Friedrich Ebert (Brema, 12 settembre 1894 – Berlino Est, 14 dicembre 1979) è stato un politico tedesco.

## Biografia
Nato a Brema, era figlio di Friedrich, cancelliere e Presidente della Repubblica di Weimar. 
Dopo aver fatto l'apprendista stampatore, nel 1910 aderì alla Gioventù Socialista dei Lavoratori e nel 1913 al Partito Socialdemocratico di Germania (SPD). 
Dal 1915 al 1918 combatté nella prima guerra mondiale. 
Durante la Repubblica di Weimar lavorò in alcuni giornali socialdemocratici. 
Nel 1933 fu arrestato per attività politica illegale e internato per otto mesi in alcuni campi di concentramento. 
Nel 1939 fu arruolato nell'esercito. 
Fino al 1945 fu sotto costante sorveglianza della polizia. 
Nel dopoguerra, fu il primo sindaco di Berlino Est dal 1948 al 1967, membro del  Volksrat, cioè di un'assemblea parlamentare provvisoria che elaborò la Costituzione della DDR, e presidente della Camera del Popolo dal 1949 al 1971. Vicepresidente del Consiglio di Stato della Germania Est, in virtù di cui dovette gestire la morte di Walter Ulbricht nel 1973, assunse le funzioni di Capo dello Stato fino all'elezione di Willi Stoph.